# Juegos Universitarios Sudamericanos
Los Juegos Universitarios Sudamericanos, también llamados Juegos ODESUR Universitarios, son un evento deportivo multidisciplinario en el que participan atletas de todos los países de América del Sur que cursan alguna carrera en una Universidad. Son organizados por la Confederación Sudamericana Universitaria de Deportes (COSUD) integrada por Paraguay, Uruguay, Argentina, Chile, Perú, Colombia, Ecuador y Brasil, la cual fue sumando adherentes desde su fundación.
Los juegos fueron creados en el año 2004 como manera de impulsar el deporte universitario, con el fin de otorgarle más roce internacional a los atletas previo a las Universiadas. Sin embargo, tras la edición 2010, la competencia fue abortada. En 2016, en Buenos Aires, volvieron a disputarse tras 6 años con un récord de aproximadamente 1000 estudiantes deportistas.
Al año siguiente, en 2017, el sudamericano fue llevado a cabo Bogotá, Colombia. En el cierre de la competencia, se anunció que la misma se realizaría en Concepción, Chile para el año 2019; finalmente, por problemas económicos del país organizador el torneo fue suspendido.

## Ediciones
A la fecha, sólo el fútbol y el voleibol se han realizado en todas las ediciones.
| Año  | Juegos | Ciudad anfitriona       | Naciones          | Atletas    | Deportes | País ganador de los juegos | Segundo  |
| ---- | ------ | ----------------------- | ----------------- | ---------- | -------- | -------------------------- | -------- |
| 2004 | I      | Concepción, Chile       | 8                 | 500 aprox. | 5        | ?                          | -        |
| 2006 | II     | Curitiba, Brasil        | 8                 | 900 aprox. | 8        | Brasil                     | Colombia |
| 2010 | III    | Curitiba, Brasil        | 5                 | 350        | 3        | Brasil                     | Chile    |
| 2016 | IV     | Buenos Aires, Argentina | 7                 | 1000       | 9        | Argentina                  | Brasil   |
| 2017 | V      | Bogotá, Colombia        | 6                 | 400        | 6        | Colombia                   | Chile    |
| 2019 | VI     | Concepción, Chile,      | Evento suspendido |            |          |                            |          |
| 2023 | VII    | Montevideo, Uruguay     |                   |            |          |                            |          |

## Deportes
| Deporte       | 2004 | 2006 | 2010 | 2016 | 2017 | 2019 | 2023 |
| ------------- | ---- | ---- | ---- | ---- | ---- | ---- | ---- |
| Ajedrez       |      |      |      |      | X    | -    |      |
| Atletismo     | X    | X    |      | X    |      | -    |      |
| Baloncesto    | X    | X    |      | X    |      | -    |      |
| Balonmano     |      |      |      | X    | X    | -    |      |
| Fútbol        | X    | X    | X    | X    | X    | -    |      |
| Futsal        |      |      |      | X    | X    | -    |      |
| Judo          |      | X    |      |      |      | -    |      |
| Natación      |      | X    |      | X    |      | -    |      |
| Rugby 7       |      |      |      |      | X    | -    |      |
| Taekwondo     |      | X    |      |      |      | -    |      |
| Tenis         |      |      | X    | X    | X    | -    |      |
| Tenis de mesa | X    | X    |      | X    |      | -    |      |
| Voleibol      | X    | X    | X    | X    |      | -    |      |